# Teodoric II de Borgonya i Austràsia
Teodoric II (587-613, Metz) va ser rei merovingi de Borgonya (595-613) i d'Austràsia (612-613).
Segon fill del rei Khildebert II, a la mort del seu pare el 595 va heretar l'antic regne del rei Guntram de Borgonya, amb capital a Orleans. També va rebre les senyories de les ciutats de Tolosa, Agen, Nantes, Angers, Saintes, Angulema, Périgueux, Blois, Chartres, i Le Mans. Al seu germà gran, Teodobert II, li va correspondre el regne d'Austràsia amb capital a Metz.

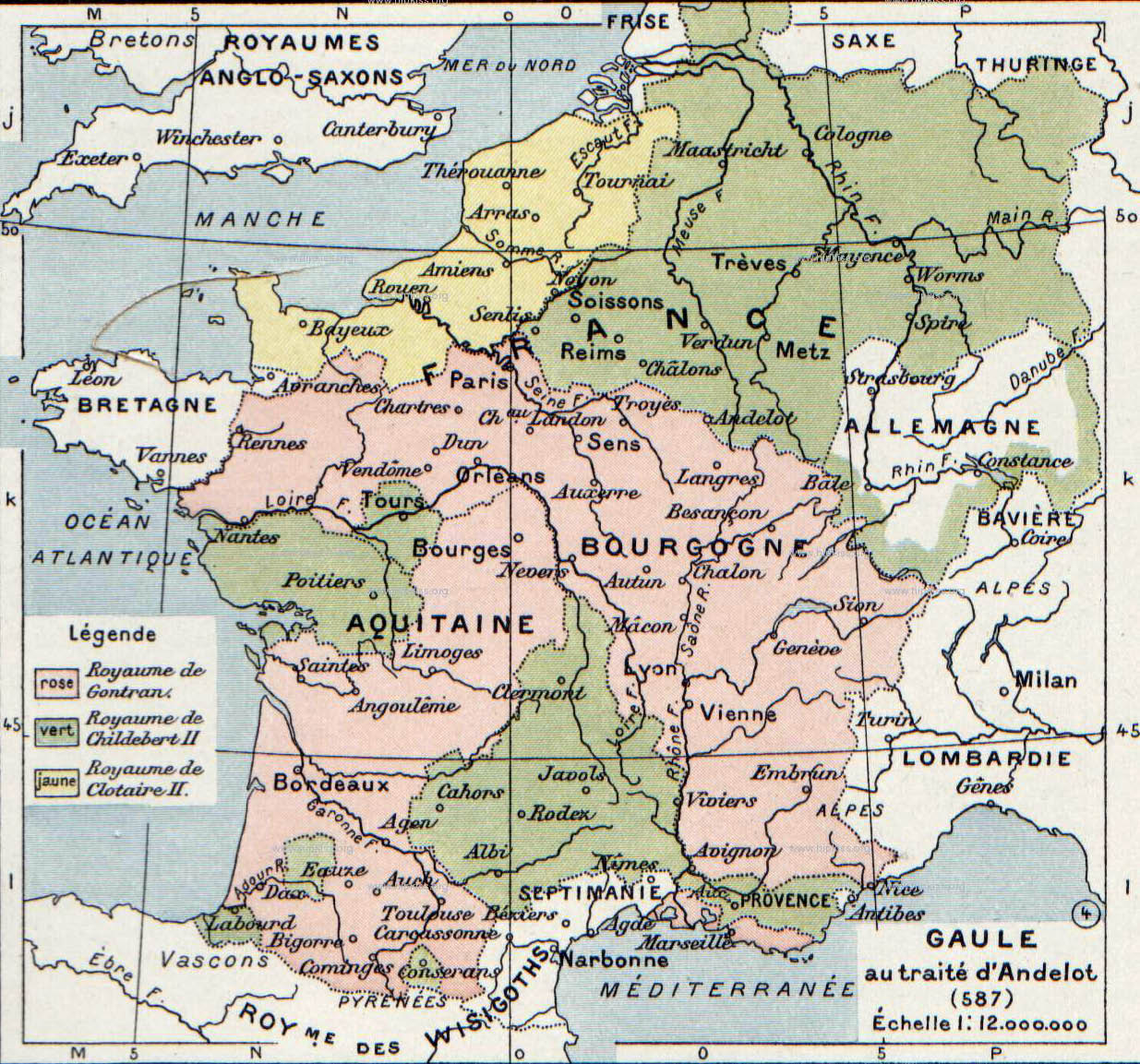
Les fronteres dels regnes francs a la mort de Khildebert II. Teodoric va heretar els territoris rosats,

Durant la seva minoria d'edat els dos germans van regnar sota la tutela de la seva àvia Bruniquilda. Quan el 599 la noblesa local austrasiana va aconseguir que Teodobert l'expulsés de la cort, Teodoric va acollir-la a Borgonya i va caure sota la seva influència. Al cap de poc temps, Teodoric i el seu germà van entrar en guerra.
Teodoric va obtenir una victòria contra Teodobert a Sens, però aviat els dos germans es van veure forçats a unir-se contra el seu cosí Clotari II de Nèustria, que ja els havia derrotat el 596 en una disputa sobre el control de París i que ara tornava a amenaçar les seves posicions. Aquest cop van aconseguir vèncer Clotari a Dormelles (600) i es van repartir les terres entre el Sena i l'Oise, corresponent-li a Teodoric la regió compresa entre el Sena i el Loira, incloent-hi la frontera bretona.
Els dos germans també van fer campanya junts a la Gascunya, però aviat les desavinences van tornar a aparèixer i els dos germans s'enfrontaren de nou. Teodoric va tornar a vèncer Teodobert a Étampes, però es va veure obligat a retrocedir per defensar el seu regne, que ja que Clotari II l'estava atacant des de Nèustria. Teodobert es va negar a ajudar el seu germà, però Teodoric aconseguir vèncer als neustrians (605) de totes maneres.
L'any 610 Teodobert va conquerir-li Alsàcia, Turgòvia, i la Xampanya. Teodoric s'hi va tornar a enfrontar i el vencé a Toul (vers 611) i a Tolbiac (612). Aquest cop va aconseguir capturar a Teodobert mentre fugia i després de desposseir-lo de la faramalla reial l'entregà a la seva àvia Bruniquilda, que el feu tancar a un monestir. Allí (possiblement per instigació de la mateixa Bruniquilda) Teodobert i el seu fill Meroveu foren assassinats.
Un cop acabada la disputa amb el seu germà i proclamat rei d'Austràsia i de Borgonya, Teodoric va començar a preparar la invasió de la Nèustria de Clotari per proclamar-se rei de tots els francs. Mentre es trobava a la capital austrasiana de Metz, però, va morir de disenteria.

## Família
Teodoric es va casar amb Ermenberga, filla del rei visigot d'Hispània Viteric, l'any 606. Però un any després repudiava la seva esposa i l'enviava cap a casa, tot retenint el seu dot. Quatre monarques (Viteric, Teodobert, Clotari i el rei de Llombardia Agilulf) van unir-se contra Teodoric, però l'aliança va quedar en res. Aquest fet va impedir a Teodoric tenir descendència legítima, de manera que va haver de llegar l'herència a fills bastards.
Teodoric tingué quatre fills il·legítims de concubines desconegudes:
- Sigebert I (601-613), que el succeïria en tots dos regnes i moriria a mans de Clotari II.
- Khildebert (602-?), aconseguí fugir de Clotari i "no va tornar mai més".[3]
- Corbus (603-613), capturat i mort per Clotari II juntament amb la seva àvia i el seu germà.
- Meroveu (n. 604), capturat per Clotari II, i adpotat com a fillol.